# Knooppunt Kongens Lyngby
Knooppunt Kongens Lyngby (Deens: Motorvejskryds Kongens Lyngby) is een knooppunt in Denemarken tussen de Helsingørmotorvejen richting Kopenhagen en Helsingør, de Svendborgmotorvejen richting Kongens Lyngby en de Motorring 3, een ringweg van Kopenhagen. Het knooppunt is genoemd naar de plaats Kongens Lyngby, die in de buurt van het knooppunt ligt.
Het knooppunt is uitgevoerd als een onvolledig knooppunt. Het bestaat uit een aantal splitsingen.
| Aansluitende wegen          | Aansluitende wegen | Aansluitende wegen     | Aansluitende wegen | Aansluitende wegen |
| --------------------------- | ------------------ | ---------------------- | ------------------ | ------------------ |
| 201 richting Kongens Lyngby |                    | richting Helsingør     |                    |                    |
|                             |                    |                        |                    |                    |
| richting Rødby              |                    |                        |                    |                    |
|                             |                    |                        |                    |                    |
|                             |                    | 19 richting Kopenhagen |                    |                    |

Aalborg Centrum · Aalborg Nord · Aalborg Syd · Århus Nord · Århus Syd · Århus Vest · Avedøre · Ballerup · Brøndby · Fredericia · Gladsaxe · Herning · Herning Syd · Ishøj · Kliplev · Køge Vest · Kolding · Kolding Vest · Kongens Lyngby · Nørresundby Centrum · Odense · Rødovre · Skærup · Taastrup · Vallensbæk · Vendsyssel